# (4190) Kvasnica
(4190) Kvasnica es un asteroide perteneciente al cinturón de asteroides, descubierto el 11 de mayo de 1980 por Ladislav Brožek desde el Observatorio Kleť, České Budějovice, República Checa.

## Designación y nombre
Designado provisionalmente como 1980 JH. Fue nombrado Kvasnica en honor al profesor de física teórica checo Josef Kvasnica.